# Aon Center (Chicago)
Aon Center – wieżowiec usytuowany w Chicago w Stanach Zjednoczonych zaprojektowany przez Edwarda Durella Stone’a. Budowa rozpoczęła się w 1970 roku, a trzy lata później nastąpiło otwarcie. Obiekt posiada 83 piętra i 346,3 metra (1136 stóp) wysokości. Jest trzecim co do wysokości budynkiem w Chicago (po Trump Tower i Willis Tower). Spośród amerykańskich wysokościowców zajmuje miejsce szóste pod względem wysokości. Wykorzystywany jest przede wszystkim w celach biurowych.
Pierwotnie nazywał się „Standard Oil Building" (często nazywany „Big Stan”). W 1985 został oficjalnie przemianowany na „Amoco Building”. Gdy sprzedano go w 2001 roku, otrzymał przydomek Aon Center.

## Opis

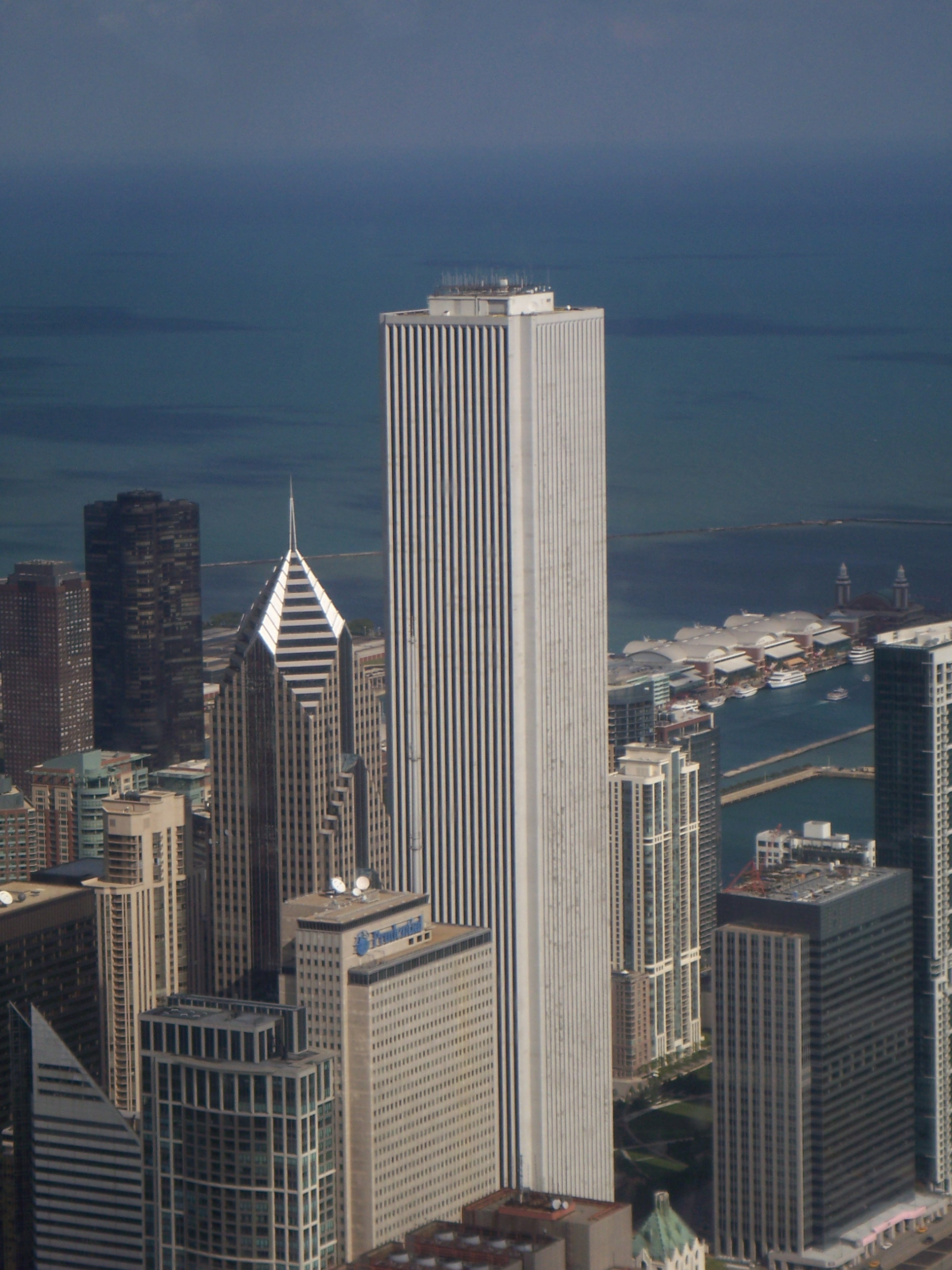
widok z południowego zachodu

Gdy został ukończony był najwyższym budynkiem na świecie wyłożonym marmurem. Jednak wilgotny klimat spowodował, że marmur zaczął odpadać ze ścian, dlatego w latach 1990-1992 marmur wymieniono na biały granit. Cała operacja kosztowała połowę kosztów budowy samego budynku (ok. 80 mln dolarów). W biurowcu użyto stalowych rur w kształcie litery V, które otaczały kolumny, aby ochronić je przed ewentualnymi trzęsieniami ziemi, ograniczyć kołysanie, zminimalizować pochylanie się kolumn, oraz zmaksymalizować powierzchnię wolną od kolumn. We wczesnych latach osiemdziesiątych, w wybranych biurach gaszono światła w ten sposób, aby utworzyć na budynku wielki świetlny krzyż na czas Bożego Narodzenia.
Całkowita powierzchnia budynku wynosi 334 448 m², każda ze ścian jest szeroka na 59,1 metrów (194 stopy) a dokładna odległość pomiędzy piętrami wynosi 386 cm. Wieżowiec posiada także 5 kondygnacji podziemnych.

## Niektórzy dzierżawcy
- Aon
- BP
- Kirkland & Ellis
- DDB Chicago
- Deloitte & Touche
- Jones Lang LaSalle
- Daniel Edelman Inc.